# Летцигрунд
Летцигрунд (нім. Letzigrund) — футбольний та легкоатлетичний стадіон у Цюриху. На цьому стадіоні проводить всі свої домашні матчі місцевий футбольний клуб «Цюрих», а також команда «Грассгоппер» (на час реконструкції її домашньої арени «Гардтурм»). Також тут проходять легкоатлетичні змагання, найвідомішим з яких є етап «Золотої ліги».

## Історія

### Старий стадіон (до 2006)

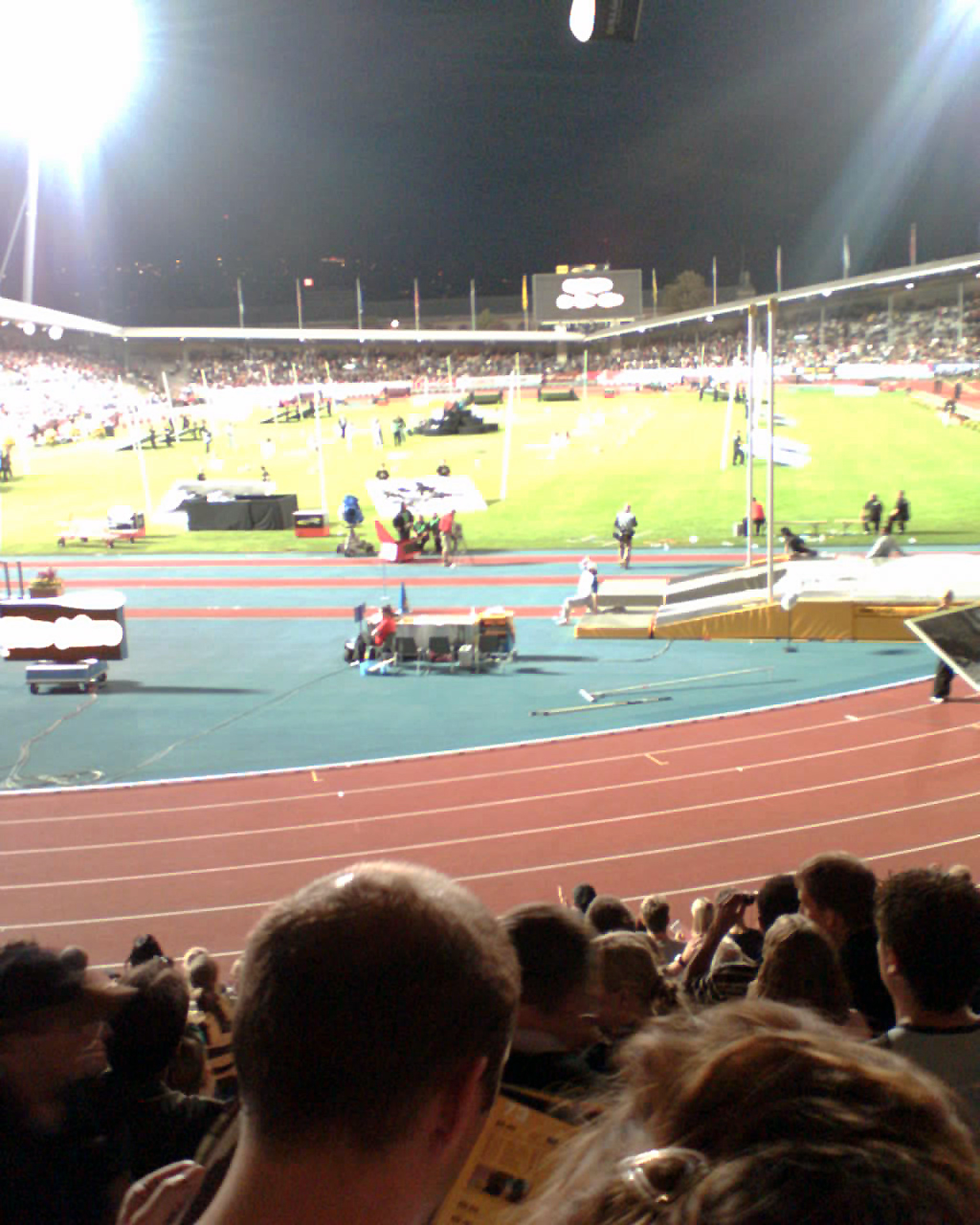
«Летцигрунд» до реконструкції

У 1923 році футбольний клуб «Цюрих» орендував у міста Цюриха земельну ділянку та почав будівництво на ній клубної арени. 22 листопада 1925 відбулося офіційне відкриття стадіону. 1926 року на стадіоні відбувся перший міжнародний матч (Швейцарія — Італія 1:1). 11 квітня того ж року на стадіоні відбувся перший в історії (і єдиний на цій арені) фінал Кубка Швейцарії. У 1928 році на стадіоні відбувся перший легкоатлетичний турнір — Amerikanermeeting.
Через Велику депресію в 1935 році футбольному клубу «Цюрих» довелося продати стадіон міській владі. За час володіння стадіоном місто проводило реконструкцію практично раз на 10 років (у 1947, 1958, 1973 та 1984). Поблизу стадіону було збудовано два тренувальних поля, вкритих травою, одне поле зі штучним покриттям та невеликий піщаний майданчик.
Станом на 2001 рік стадіон вміщував 23 605 глядачів. 11 605 місць було обладнано пластиковими сидіннями (переважно на східній та західній трибунах). 9 167 сидінь та 12 000 місць для стояння були критими.

### Проблеми реконструкції
Оскільки стадіон вже не відповідав сучасним стандартам, міська рада Цюриха ухвалила рішення про реконструкцію цієї спортивної споруди. У 2002 році було ухвалено рішення про перебудову «Летцигрунда» у стадіон для легкоатлетичних змагань та концертів, а виключно футбольним мав стати стадіон «Гардтурм» (раніше планувалося зробити його багатофункціональним). У 2003 році з 12 запропонованих проєктів було обрано чотири нацкращі, а 4 травня 2004 року було обрано остаточний проєкт.
У вересні 2004 року було оголошено, що через тривалі судові розгляди неможливо вчасно завершити реконструкцію «Гардтурму», який мав приймати матчі Чемпіонату Європи з футболу—2008. 
Вже до кінця грудня було внесено зміни до проєкту реконструкції «Летцигрунда», що дозволяли провести матчі Євро-2008 на новому стадіоні. Проєкт групи архітекторів B & C Architekten AG (Марі-Клод Бетріс та Еральдо Консоласіо) передбачав будівництво нового стадіону на понад 30 000 місць вартістю 121,3 млн. франків до кінця літа 2007 року. 9 лютого 2005 року цей проєкт підтримала міська рада, а 5 червня на референдумі ухвалили місцеві мешканці.

### Будівництво нового стадіону
18 серпня 2006 року на старому «Летцигрунді» відбувся останній етап «Золотої ліги», а 20 серпня — останній футбольний матч клубу «Цюрих». Наступного дня стадіон відкрили для всіх охочих отримати «сувенір» зі старої арени, і вже 22 серпня розпочалися роботи зі знесення старої арени. До кінця року вже розпочалося будівництво нової арени, і 30 серпня 2007 року відбулося офіційне відкриття. Вже 7 вересня на стадіоні відбувся черговий етап «Золотої ліги».
Новий стадіон здатний вмістити близько 26 500 глядачів на легкоатлетичних змаганнях, 26 600 — на футбольних матчах. Під час концертів стадіон вміщує до 50 000 глядачів. Для футбольного Чемпіонату Європи —2008 було встановлено близько 4 000 додаткових місць, що збільшило місткість стадіону до майже 31 000 глядачів.

## Євро-2008

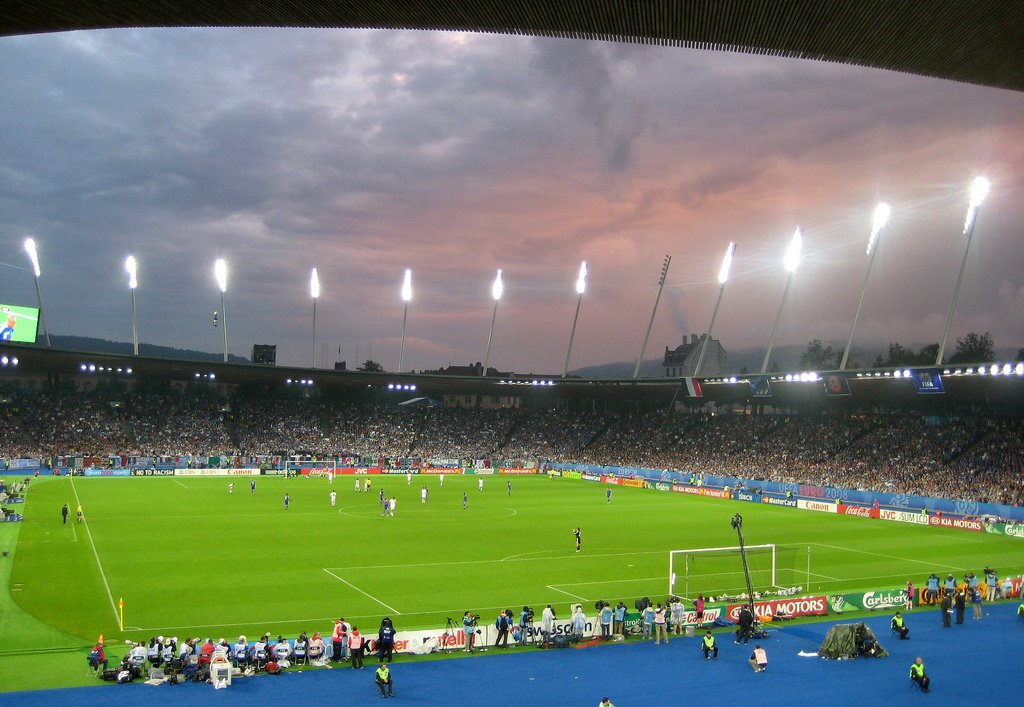
Матч Франція — Італія на Євро—2008

Під час Чемпіонату Європи з футболу 2008 стадіон приймав три групові матчі (всі за участі несіяних команд):
| Дата      | Матч              | Рахунок | Раунд          | Глядачі |
| --------- | ----------------- | ------- | -------------- | ------- |
| 7 червня  | Румунія — Франція | 0:0     | Матч групи «C» | 30 585  |
| 11 червня | Італія — Румунія  | 1:1     | Матч групи «C» | 30 585  |
| 15 червня | Франція — Італія  | 0:2     | Матч групи «C» | 30 585  |

## Інші заходи

### Weltklasse Zürich
У 1973 році на «Летцигрунді» вперше пройшов легкоатлетичний турнір Weltklasse Zürich. З того часу він проходить щороку в середині серпня. З моменту появи «Золотої ліги» у 1998 році турнір незмінно входить до її програми.
На цьому турнірі неодноразово були встановлені світові рекорди. Найвідомішим став турнір 1988 року, коли рекорди встановили Карл Льюїс (біг на 100 метрів) та Гаррі Рейнольдс (біг на 400 метрів). У 2006 році Асафа Павелл тут встановив черговий рекорд у бігу на 100 метрів.

### Концерти
На «Летцигрунді» концерти проходять з 1996 року. Першим і досі найвідомішим концертом на цьому стадіоні залишається виступ Bon Jovi.